# BNNVARA

Logo des BNNVARA

Die Omroepvereniging BNNVARA (die ersten drei Buchstaben werden mit englischer Betonung ausgesprochen) ist eine niederländische öffentlich-rechtliche Rundfunkvereinigung. Sie entstand zum 1. September 2018 (vollständiger Abschluss der Fusion) in einem schrittweisen Zusammengehen der bisherigen Sender Barts Neverending Network (BNN) und VARA. Die ersten gemeinsamen Tätigkeiten wurden am 1. Januar 2014 aufgenommen.

## Entstehung
Zum Jahresanfang 2011 verkündete die VARA (Vereeniging van Arbeiders Radio Amateurs) und BNN (Bart’s Neverending Network) ihre Fusionspläne. Am 6. November 2011 stimmten die Mitglieder der VARA für die Vereinigung, wie es auch eine Woche zuvor die Mitgliederversammlung des BNN tat. Das Ergebnis wurde am 8. Februar 2012 auf der Webseite des BNN verkündet. Die technische Fusion wurde zum 1. Januar 2016 abgeschlossen; pünktlich zur Inkraftsetzung der neuen Rundfunkordnung des Mediengesetzes von 2008 (in der überarbeiteten Fassung von 2014). Das Branding war am 24. August 2017 abgeschlossen; ab da traten beide Sendeanstalten einheitlich unter dem BNNVARA-Logo auf. 

## Fusionsablauf
Zum 1. Januar 2014 wurden zunächst die Rundfunkaktivitäten in der Omroepvereniging BNN-VARA (mit Bindestrich) untergebracht. Diese Paarung war eine Arbeitsgemeinschaft (samenwerkingsomroep) nach Artikel 2.24a des Mediengesetzes. Die Rundfunkanstalten als solche blieben jeweils eigenständig erhalten und traten auch unter ihren eigenen Erscheinungsbild  auf. Erst ab dem 24. August 2017 traten beide Häuser unter einer Marke und Namen (BNNVARA, ohne Trennstrich) auf. Am 1. September 2018 folgte die Fusion der der beiden Rundfunkvereine, deren Umfang heute zusammen 407.000 Mitglieder beträgt (Stand 2020).

## Standort
BNNVARA ist beheimatet im vormaligen VARA-Haus im Medienzentrum Media Park in Hilversum.
Die von BNNVARA produzierten oder eingekauften Sendungen werden über die Wellen des Nederlandse Publieke Omroep (NPO) ausgestrahlt.

## Ausbildung
Die BNNVARA verfügt über einen eigenen Ausbildungsbereich für angehende Journalisten, Radiosprecher und Moderatoren mit dem Namen BNNVARA Academy. Diese wurde 2008 unter dem Namen BNN University von der BNN gegründet. Talente wie Geraldine Kemper oder Filemon Wesselink u. a. erlernten hier viele ihrer Fertigkeiten.